# Anahita zoroides
Anahita zoroides là một loài nhện trong họ Ctenidae.
Loài này thuộc chi Anahita. Anahita zoroides được miêu tả năm 1994 bởi Joachim Schmidt & Otto Krause.